# モガディシュのサイード
モガディシュのサイード（ソマリ語: Saciid min Muqdisho、アラビア語: سعيد من مقديشو Sa'iid min maqadīshū）は、14世紀のソマリ族の学者で旅行者であった。 

## 経歴
サイードは、1301年にアジュラーン・スルタン国の首都モガディシュで生まれた。 
サイードは10代の頃にモガディシュを離れ、メッカとマディーナで学び、28年間そこに留まり、知識を集め、多くの弟子を得た。学者としての評判が高まり、メッカとマディーナのアミールと聴衆を獲得した。 
サイドはその後、イスラム世界を横断してベンガルや中国を訪れたと言われている。インド西海岸のモスクに滞在していた時に、同じムスリムの旅人であるイブン・バットゥータに出会った。学者のピーター・ジャクソンによると、サイードはこの時、バットゥータに中国での旅行話を共有し、元朝の政治状況や継承について詳しく説明し、この情報を後にバットゥータの年代記に加えたと考えられる。サイードは1361年か1365年に死亡したようだ。 

## 業績
モガディシュのサイードは、有名なソマリ族の学者であり、旅行者でもあった。彼はアフリカにとって初めて中国にいった大使であり、アフリカ人として初めてマンダリンを学び、アフリカ人として初めてマンダリン語をソマリ語のようなアフリカの母国語に翻訳したと言われている。また、ソマリ商人をアジアとアフリカの交易のリーダーにしたことでも知られている。 